# Obłęże
Obłęże (kaszb. Òblëżé lub Òblãżé, niem. Woblanse) – wieś w Polsce położona w województwie pomorskim, w powiecie słupskim, w gminie Kępice na Wysoczyźnie Polanowskiej przy drodze wojewódzkiej nr 208. Na zachód od miejscowości znajduje się Jezioro Obłęskie. Obłęże i okoliczne wioski (Barcino, Barwino i Osieki) powstały w pasie wykarczowanej w dużym stopniu Puszczy Korzybskiej.
W latach 1975–1998 miejscowość administracyjnie należała do województwa słupskiego.

## Historia
Najstarsza wzmianka o wsi Obłęże pochodzi z 1301 roku. Wymienia ją przywilej Sambora rugijskiego.
Były majątek rycerski Obłęże, tworzący jeden klucz dóbr wraz z Barcinem był jednym z najstarszych lenn rodziny Massow, która tutaj miała swoją siedzibę. Massowowie z Obłęża zostali wymienieni w XVIII w. wśród rodzin, które ze swoich zysków kapitałowych fundowały dla zdolnych uczniów stypendium na naukę w akademii lub gimnazjum akademickim. W 1823 r. przeprowadzono tu regulację gruntów, co zapoczątkowało rozwój wsi. Obłęże było znaczącym ośrodkiem hodowli owiec. W 1918 r. dobra obłęskie nabył graf Karl von Bicmarck - Osten, a od 1922 r, ich ostatnim właścicielem był jego syn Friedrich Wilhelm. 
W 1925 r. w Obłężu znajdowało się 50 budynków mieszkalnych ze 122 gospodarstwami domowymi i liczyło 556 mieszkańców. Wieś należała do 1945 do powiatu Rummelsburg i. Pom., rejencji koszalińskiej, prowincji Pomorze. Do gminy Obłęże należała również osada Szoferajka (Woblanser Schäferei). Powierzchnia gminy wynosiła 16,9 km².
W końcu II wojny światowej mieszkańcy uciekli najpierw przed napierającą Armią Czerwoną. Uciekinierzy zostali jednak dopędzeni przez jej oddziały w Gardnie Wielkiej i musieli zawrócić. Samo Obłęże zostało zajęte przez Armię Czerwoną bez znaczniejszych walk w dn. 6/7.03.1945. Po 1945 r. Obłęże przeszło pod polską administrację. Polska placówka administracyjna powstała wczesnym latem 1946 r. Majątek pozostał w posiadaniu Armii Czerwonej do 1957 r. Niemiecka ludność została wysiedlona do końca 1947 r. oprócz trzech czy czterech rodzin, które wysiedlono później.

## Znani mieszkańcy
- Kaspar Otto von Massow (1665–1736), urzędnik pruskiej administracji i minister wojny.